# Pate acha
El pate acha (también pete acha, tere, gote o gwete) o potaje de fonio es un plato típico de la gastronomía nigeriana, particularmente del norte de Nigeria. Está hecho con maíz molido, arroz o acha, y tiene un característico sabor entre salado y amargo–agrio, proveniente del giló, que también se le agrega.
El fonio o acha es un tipo de mijo cultivado en Nigeria; puede ser difícil de encontrar en otros lugares, así que puede ser sustituido por trigo bulgur. El giló o «huevo de jardín» (gota si es verde, yalo si es blanco) es un fruto similar a la berenjena, pero de color verde o blanco, y más pequeño y redondo.